# Jacques Tourneur
Jacques Tourneur, pseudonimo di Thomas Jacques (Parigi, 12 novembre 1904 – Bergerac, 19 dicembre 1977), è stato un regista e montatore francese naturalizzato statunitense.
Ha diretto oltre 30 film, tra i quali horror divenuti dei classici come Il bacio della pantera (1942) e Ho camminato con uno zombi (1943).

## Biografia
Figlio del regista Maurice Tourneur, Jacques Tourneur si trasferì da giovane a New York e iniziò a lavorare a Hollywood con il padre. Diventò ufficialmente un cittadino statunitense nel 1919.
Tourneur esordì nel cinema nel 1923, interpretando un breve ruolo non accreditato in Scaramouche. Dopo aver lavorato come regista della seconda unità e assistente regista, nel 1931 diresse il suo primo lungometraggio, Tout ça ne vaut pas l'amour.
Il grande successo arrivò per Tourneur negli anni quaranta, grazie a tre horror diretti per la RKO Pictures: Il bacio della pantera (1942), Ho camminato con uno zombi (1943) e L'uomo leopardo (1943).
Nel 1944 Tourneur cambiò genere e diresse un dramma di guerra, Tamara figlia della steppa, interpretato da Gregory Peck. Nel 1947 diresse un noir divenuto un classico, Le catene della colpa, che fu interpretato da Robert Mitchum, Kirk Douglas e Jane Greer.
L'ultimo film diretto da Tourneur fu 20.000 leghe sotto la terra, uscito nel 1965.

## Filmografia parziale

### Regista

#### Lungometraggi
- Tout ça ne vaut pas l'amour (1931)
- Pour être aimé (1933)
- Toto (1933)
- They All Come Out (1939)
- Nick Carter (Nick Carter, Master Detective) (1939)
- Phantom Raiders (1940)
- Doctors Don't Tell (1941)
- The Incredible Stranger (1942)
- The Magic Alphabet (1942)
- Il bacio della pantera (Cat People) (1942)
- Ho camminato con uno zombi (I Walked with a Zombie) (1943)
- L'uomo leopardo (The Leopard Man) (1943)
- Reward Unlimited (1944)
- Tamara, figlia della steppa (Days of Glory) (1944)
- Schiava del male (Experiment Perilous) (1944)
- I conquistatori (Canyon Passage) (1946)
- Le catene della colpa (Out of the Past) (1947)
- Il treno ferma a Berlino (Berlin Express) (1948)
- Il gigante di New York (Easy Living) (1949)
- Stars in My Crown (1950)
- La leggenda dell'arciere di fuoco (The Flame and the Arrow) (1950)
- La cortina del silenzio (Circle of Danger) (1951)
- La regina dei pirati (Anne of the Indies) (1951)
- Il grande gaucho (Way of a Gaucho) (1952)
- I ribelli dell'Honduras (Appointment in Honduras) (1953)
- Il paradiso dei fuorilegge (Stranger on Horseback) (1955)
- Wichita (1955)
- L'alba del gran giorno (Great Day in the Morning) (1956)
- L'alibi sotto la neve (Nightfall) (1956)
- La notte del demonio (Night of Demon) (1957)
- Frontiere in fiamme (Frontier Rangers) (1959)
- La prigioniera del Sudan (Timbuktu) (1959)
- La battaglia di Maratona (co-regia di Bruno Vailati) (1959)
- Il clan del terrore (The Comedy of Terrors) (1964)
- 20.000 leghe sotto la terra (War-Gods of the Deep) (1965)

#### Cortometraggi
- Romance of Radium (1937)
- Think It Over (1938)
- Yankee Doodle Goes to Town (1939)

#### Televisione
- Ai confini della realtà (The Twilight Zone) (Serie TV - 1 episodio) (1964)

### Regista seconda unità
- Le due città (A Tales of Two Cities), regia di Jack Conway (1935)